# Sąjūdis
Sąjūdis (termine che sta in lituano per: Movimento) è un'organizzazione politica lituana costituitasi nel 1988 con l'obiettivo di ottenere l'indipendenza del Paese dall'Unione Sovietica; fondata da Vytautas Landsbergis, si è successivamente trasformata in partito politico, assumendo la denominazione di Movimento Riformatore di Lituania (in lituano Lietuvos Persitvarkymo Sąjūdis).
Dopo il raggiungimento dell'indipendenza, nel 1990, Landsbergis è divenuto Presidente della Repubblica.
Nel 1993 la componente di destra del partito ha dato vita a Unione della Patria - Conservatori di Lituania.

## Contesto storico
A metà degli anni '80, la leadership del Partito Comunista della Lituania (PCL) esitava ad abbracciare la perestrojka e la glasnost' di Gorbacëv. La morte di Petras Griškevičius, primo segretario del PCL, nel 1987 fu seguita dalla nomina di un altro comunista molto conservatore, Ringaudas Songaila. Tuttavia, incoraggiati dalla retorica di Michail Gorbačëv, che non impedì apertamente il rafforzamento della posizione di Solidarność in Polonia e incoraggiati da papa Giovanni Paolo II e dal governo degli Stati Uniti, gli attivisti per l'indipendenza baltica iniziarono a tenere manifestazioni pubbliche a Riga, Tallinn e Vilnius.

## Formazione
In una riunione presso l'Accademia delle scienze lituana tenutasi il 3 giugno 1988, intellettuali comunisti e non comunisti formarono il gruppo di iniziativa Sąjūdis (in lituano: Sąjūdžio iniciatyvinė grupė), finalizzato a sostenere il programma di Gorbačëv della glasnost', di maggiore democratizzazione e della perestrojka. Il gruppo era composto da 36 membri, per lo più artisti: 17 di essi erano inoltre membri del partito comunista. Il suo obiettivo era quello di organizzare il Movimento riformista Sąjūdis, divenuto noto in futuro semplicemente come Sąjūdis.
Il 24 giugno 1988 ebbe luogo la prima riunione organizzata da Sąjūdis: fu lì che i delegati alla 19ª Conferenza di tutta l'Unione del Partito Comunista dell'Unione Sovietica (PCUS) fecero emergere gli obiettivi che si sarebbero dovuti seguire. Circa 100.000 persone a Parco Vingis salutarono i delegati quando fecero ritorno a luglio. Un altro imponente evento si verificò il 23 agosto 1988, quando circa 250.000 cittadini si radunarono per protestare contro il patto Molotov-Ribbentrop (a quasi mezzo secolo di distanza dalla sua firma) e il suo protocollo segreto.
Il 19 giugno 1988 venne pubblicato il primo numero del quotidiano samizdat "Notizie di Sąjūdis" (in lituano: Sąjūdžio žinios). A settembre Sąjūdis proclamò l'uscita di un nuovo giornale, l'"Atgimimas" (Rinascita). In totale, nel periodo di massima attività, circolarono circa 160 giornali diversi a sostegno di Sąjūdis, ma molti di essi, al contrario del quotidiano sopraccitato, erano illegali.
Come affermato nei primi numeri dell'"Atgimimas", il movimento si proponeva di diffondersi nel circolo degli intellettuali baltici con l'obiettivo di instillare un risveglio nazionale.

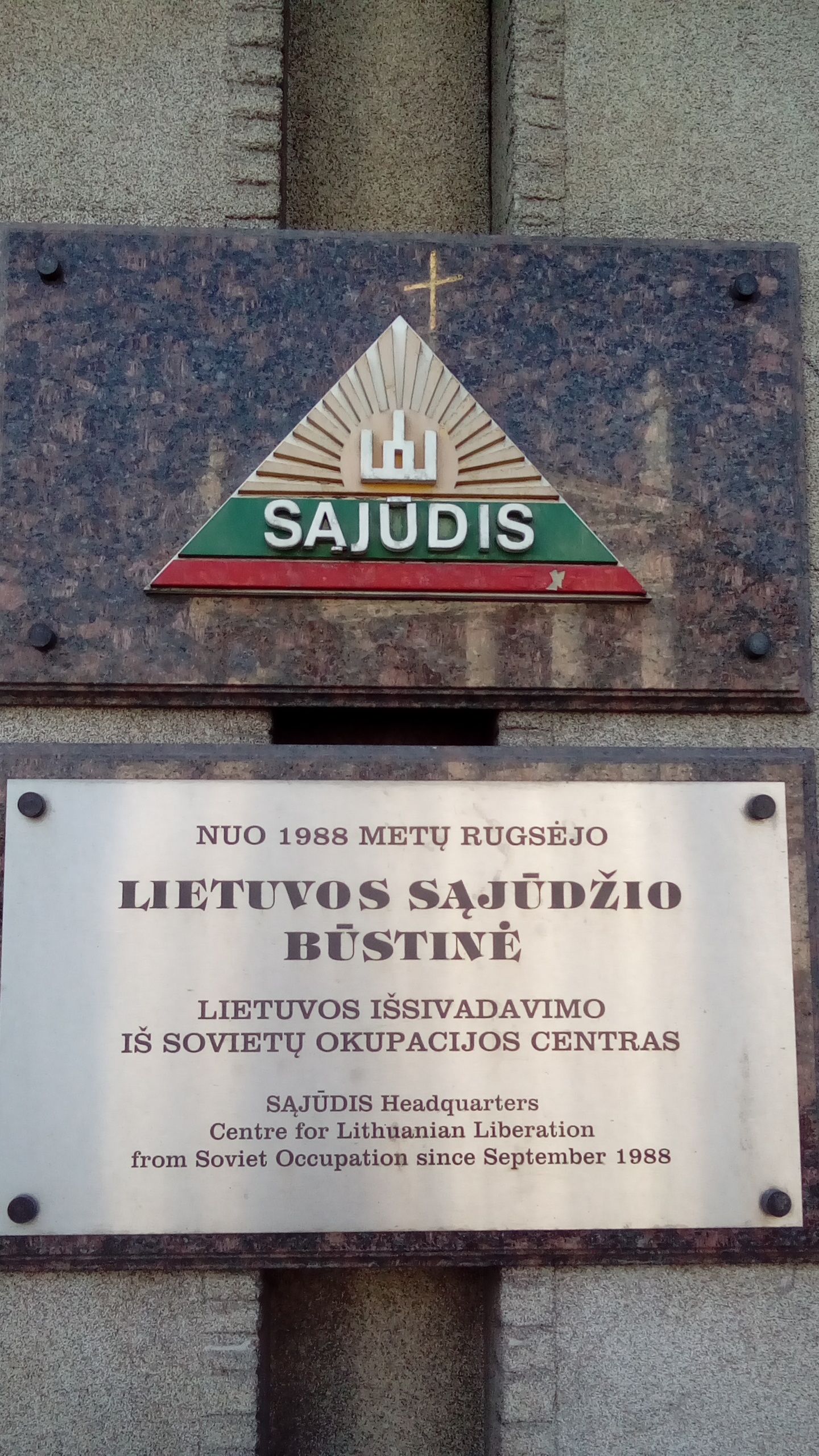
Targa commemorativa dedicata a Sajudis presso la vecchia sede del movimento, oggi ambasciata irlandese. Vilnius, 1 Šventaragio g.

Nell'ottobre 1988, a Vilnius si tenne la conferenza ufficiale di fondazione di Sąjūdis. Dei 35 membri nominati, la maggioranza di essi aveva fatto parte del gruppo di iniziativa. Vytautas Landsbergis, un professore di musicologia che non rientrava tra le file del partito comunista, divenne il presidente del consiglio.

## Attività

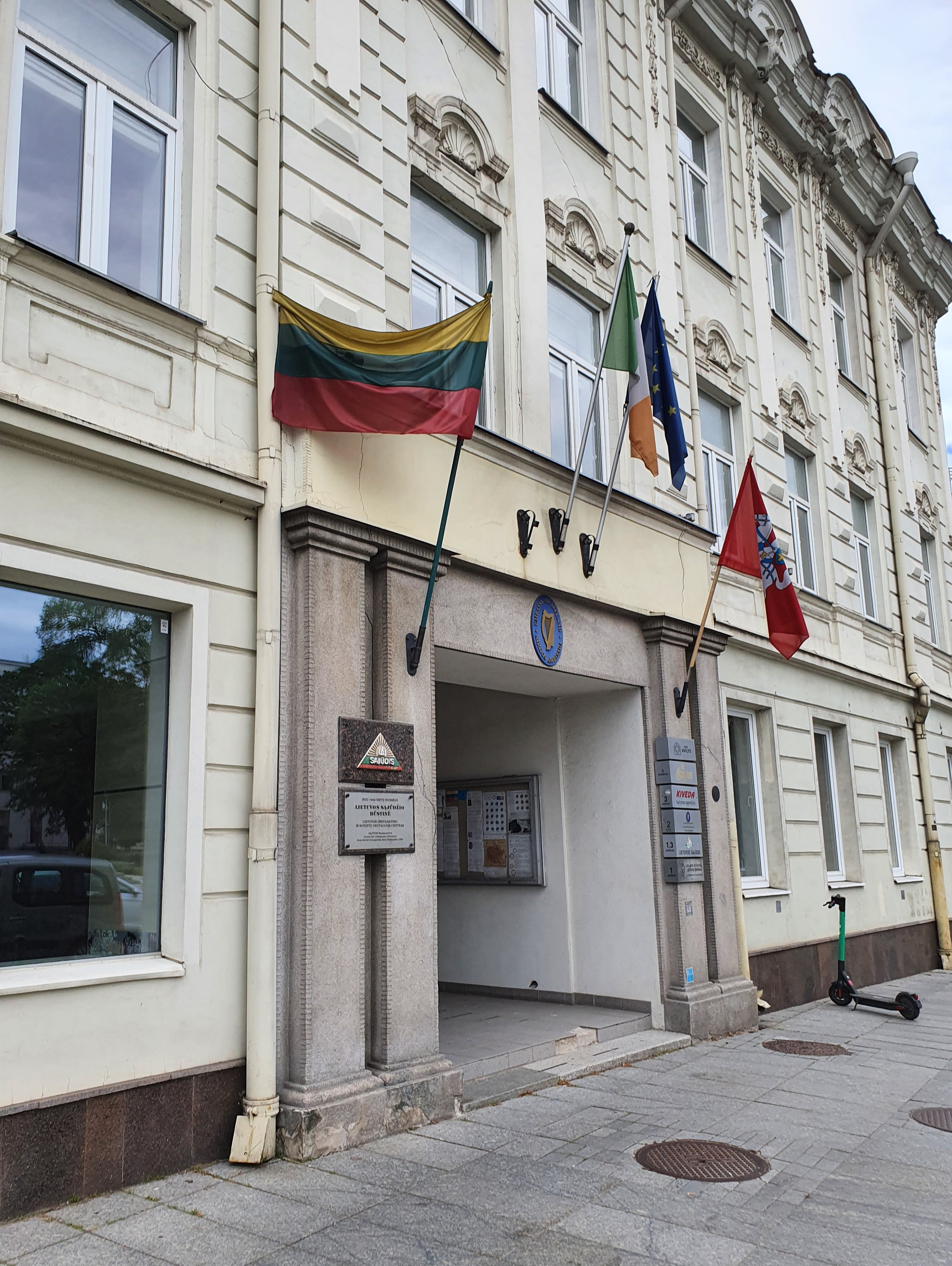
Sede di Sąjūdis a Vilnius, Lituania

Il movimento, come detto, incoraggiò le politiche di Gorbačëv, promuovendo in contemporanea le questioni nazionali lituane quali il ripristino della lingua lituana come lingua ufficiale. Tra le richieste rientrava la rivisitazione della storiografia sovietica sullo stalinismo, la tutela dell'ambiente, dei diritti umani, l'interruzione della costruzione di un terzo reattore nucleare nella centrale di Ignalina e la pubblicazione dei protocolli segreti del patto di non aggressione tedesco-sovietico firmato nel 1939.
Sąjūdis sfruttò le riunioni di massa per portare avanti i suoi scopi: in un primo tempo, gli esponenti del PCL evitarono questi incontri, ma nella metà del 1988 la loro partecipazione divenne una necessità politica. A una manifestazione svoltasi il 24 giugno 1988, partecipò Algirdas Brazauskas, allora segretario del partito per gli affari industriali.
Nell'ottobre 1988, Brazauskas venne nominato primo segretario del partito comunista in sostituzione di Songaila. Le minacce di reprimere il movimento non sortirono effetti reali per via delle sommosse popolari che ne sarebbero derivate. I candidati di Sąjūdis riscossero buoni risultati alle elezioni al Congresso dei deputati del popolo, l'organo legislativo sovietico di recente creazione. Essi vinsero infatti in 36 dei 42 distretti in cui presero parte.
Nel febbraio 1989 Sąjūdis assunse una presa di posizione netta, dichiarando che la Lituania era stata annessa con la forza dall'Unione Sovietica e che l'obiettivo finale del gruppo era ottenere la sovranità nazionale. Proprio quest'ultima fu proclamata nel maggio 1989 e l'incorporazione della Lituania nell'URSS continuò ad essere definita come illegittima ai sensi del diritto internazionale.
Il 23 agosto 1989, il 50º anniversario della firma del patto nazista-sovietico Molotov-Ribbentrop, una catena umana di 600 chilometri e due milioni di persone che si estendeva da Tallinn a Vilnius permise di rendere note nel resto del mondo le aspirazioni delle nazioni baltiche. Una simile dimostrazione e gli sforzi coordinati delle tre nazioni sono passati alla storia come Via Baltica.
A dicembre, il PCL si separò dal PCUS e accettò di rinunciare al suo monopolio sul potere. Nel febbraio 1990 i rappresentanti di Sąjūdis ottennero la maggioranza assoluta (81 seggi su 141) nel Consiglio supremo della RSS Lituana. Vytautas Landsbergis venne eletto con 124 voti a favore e 0 contrari presidente del Consiglio supremo e l'11 marzo 1990 seguì la proclamazione della dichiarazione di indipendenza.

## Dopo l'indipendenza
Sąjūdis rimase ancora attivo in Lituania, ma perse gradualmente quasi tutto il suo antico vigore. Acquisita l'indipendenza, i comunisti riformisti e gli intellettuali liberali di Vilnius lasciarono Sąjūdis circa un mese dopo, per via della crescente retorica nazionalista. Di conseguenza il movimento, ancora guidato dal suo fondatore V. Landsbergis, finì per inglobare soprattutto esponenti della frangia radicale della regione di Kaunas, inclini a classificare la popolazione locale in due gruppi nitidi, "patrioti" e "comunisti". La popolarità di Sąjūdis diminuì poiché non riuscì a mantenere l'unità tra persone con visioni politiche differenti e su temi economici.
Inoltre, Sąjūdis perse il precipuo sostegno delle regioni rurali della Lituania, in quanto propose riforme agricole e fondiarie contro gli interessi della maggior parte dei dipendenti e dei lavoratori nelle kolchoz ancora attive.
Il Partito Democratico del Lavoro (LDPP; l'ex Partito Comunista della Lituania) vinse le elezioni parlamentari del novembre 1992.
Gran parte del gruppo, incluso Landsbergis, sfociò nell'Unione della Patria, ad oggi il più grande partito di centro-destra in Lituania.

## Risultati elettorali
| Elezione          | Voti    | %     | Seggi    |
| ----------------- | ------- | ----- | -------- |
| Parlamentari 1992 | 393.502 | 21,17 | 30 / 141 |